# ألبرتو كاستيلا
ألبرتو كاستيلا (بالإسبانية: Alberto Castilla)‏ هو ملحن كولومبي، ولد في 1878، وتوفي في 1937.

## روابط خارجية
- ألبرتو كاستيلا على موقع ميوزك برينز (الإنجليزية)
- ألبرتو كاستيلا على موقع ديسكوغز (الإنجليزية)